# Chrysalis Records
Chrysalis Records è una casa discografica indipendente britannica, fondata nel 1969. Il nome è l'unione tra i nomi dei fondatori, Chris Wright e Terry Ellis.
Agli esordi pubblicò grandi successi rock di band come Jethro Tull e Procol Harum, ma il successo della suddetta label deriva soprattutto dai primi. Dal 1975 pubblicò 5 album della band progressive-rock Gentle Giant; alla fine degli anni settanta ingaggiò artisti ska e reggae, mentre negli anni ottanta fu tra i promotori del movimento New romantic, con artisti come The Waterboys, Ultravox, Spandau Ballet, Billy Idol, Blondie, Ian Hunter, Go West, Icehouse, Belinda Carlisle, Bonnie Tyler e Steeleye Span.
Nel 1985 Terry Ellis lasciò la label, per fondare la Imago Records. L'unico uomo al timone della Chrysalis fu Chris Wright.
Nel 1991 il marchio fu acquistato dalla EMI. Sotto il marchio Chrysalis, tra i vari artisti, ha pubblicato dischi anche Ian Anderson nella sua carriera solista.
Dal 1980 al 1988 i dischi furono distribuiti dalle case discografiche RCA, BMG Ariola ed EMI. L'intero catalogo della Chrysalis Records (con esclusione della discografia dei Ten Years After) venne acquisito nel 2013 dalla Universal Music Group dopo l'assorbimento della EMI. La Warner Music Group acquistò in seguito  parte del catalogo (tra i quali Spandau Ballet, Ultravox e Jethro Tull) e altre etichette EMI detenute dalla Parlophone per 765 milioni di dollari. Dal 2010 al 2016 la distribuzione dei dischi è stata curata dalla Capitol Records. Anche altri cantanti hanno inciso per questa casa discografica: Leo Sayer, Blondie, Paul Carrack, Simple Minds, Was (Not Was), Frankie Miller, Sinéad O'Connor, Robbie Williams, Geri Halliwell.
Nel 2016, in seguito a una decisione dell'Antitrust dell'Unione Europea, la Warner Music Group fu costretta a cedere il gruppo Chrysalis, acquisito dalla Blue Raincoat Music, capitanata tra gli altri da Chris Wright, il cofondatore originale. Attualmente, accanto all'opera di catalogo, produce nuove uscite di nuovi artisti.